# Cardiaspina virgulipelta
Cardiaspina virgulipelta är en insektsart som beskrevs av Taylor 1962. Cardiaspina virgulipelta ingår i släktet Cardiaspina och familjen rundbladloppor. Inga underarter finns listade i Catalogue of Life.